# Шелковичиха
Шелковичиха — станция (тип населённого пункта) в Новосибирском районе Новосибирской области России. Входит в состав Берёзовского сельсовета.

## География
Площадь — 11 гектаров. Фактически примыкает к селу Берёзовка, административному центру сельсовета.
Проходит железнодорожная ветка Новосибирского региона Западно-Сибирской железной дороги и региональная автодорога «Инская — Барышево — 39 км а/д „К-19р“» (идентификационный номер 50 ОП МЗ 50Н-2107).

## История
Населённый пункт появился при строительстве железной дороги. В селении жили семьи тех, кто обслуживал железнодорожную инфраструктуру станции.

## Население
| 2002 | 2007 | 2010 |
| ---- | ---- | ---- |
| 283  | ↗324 | ↗347 |

## Инфраструктура
Социальная инфраструктура в соседнем селе Берёзовка.
Основа экономики — обслуживание путевого хозяйства Западно-Сибирской железной дороги. Действует станция Шелковичиха, железнодорожный вокзал (1932 года постройки).

## Транспорт
Развит автомобильный и железнодорожный транспорт. Проходят ежедневно электрички на Новосибирск. Остановка общественного транспорта «Шелковичиха».